# 2036 Шерагул
2036 Шерагул (2036 Sheragul) — астероїд головного поясу, відкритий 22 вересня 1973 року.
Тіссеранів параметр щодо Юпітера — 3,606.